# Persone di cognome Oliver
| Questa pagina contiene informazioni ricavate automaticamente dalle voci biografiche con l'ausilio del template Bio e di un bot. L'aggiornamento è periodico e automatico e ricostruisce completamente la pagina. Se manca una persona in questa lista, sei pregato di non aggiungerla, ma accertati piuttosto che la sua voce biografica contenga il template Bio e che i dati anagrafici siano correttamente compilati. Se il template Bio manca, inseriscilo tu stesso o, in alternativa, metti l'avviso {{tmp\|Bio}} che ne segnala la mancanza. Se i dati riportati sono sbagliati, correggi direttamente la voce biografica; le modifiche saranno visibili in questa lista entro pochi giorni. Per chiarimenti vedi il progetto antroponimi. La lista contiene solo le 54 persone che sono citate nell'enciclopedia e per le quali è stato implementato correttamente il template Bio. Pagina aggiornata al 22 gen 2025. |

Questa è una lista di persone presenti nell'enciclopedia che hanno il cognome Oliver, suddivise per attività principale.

## Arbitri di calcio(1)
- Michael Oliver, arbitro di calcio britannico (Ashington, n. 1985)

## Attivisti(1)
- Chase Oliver, attivista e politico statunitense (Nashville, n. 1985)

## Attori(5)
- Barret Oliver, attore e fotografo statunitense (Los Angeles, n. 1973)
- David Oliver, attore statunitense (Concord, n. 1962 - Los Angeles, † 1992)
- Gary Oliver, attore britannico (Northampton, n. 1966)
- Guy Oliver, attore statunitense (Chicago, n. 1878 - Hollywood, † 1932)
- Michael Oliver, attore statunitense (Los Angeles, n. 1981)

## Attrici(3)
- Alison Oliver, attrice irlandese (Ballintemple, n. 1997)
- Edna May Oliver, attrice statunitense (Malden, n. 1883 - Malibù, † 1942)
- Susan Oliver, attrice statunitense (New York, n. 1932 - Woodland Hills, † 1990)

## Botanici(1)
- Daniel Oliver, botanico britannico (Newcastle upon Tyne, n. 1830 - Kew, † 1916)

## Calciatori(2)
- Célestin Oliver, calciatore e allenatore di calcio francese (Mostaganem, n. 1930 - Marsiglia, † 2011)
- Arnie Oliver, calciatore statunitense (New Bedford, n. 1907 - New Bedford, † 1993)

## Calciatrici(1)
- Kacie Oliver, ex calciatrice statunitense (Newport, n. 1989)

## Cantanti(1)
- Amelia Lily, cantante britannica (Middlesbrough, n. 1994)

## Cantautori(1)
- Bilal, cantautore, produttore discografico e musicista statunitense (Filadelfia, n. 1979)

## Cestisti(7)
- Chris Oliver, ex cestista statunitense (Kernersville, n. 1985)
- Brian Oliver, ex cestista statunitense (Chicago, n. 1968)
- Cameron Oliver, cestista statunitense (Oakland, n. 1996)
- Dean Oliver, ex cestista e allenatore di pallacanestro statunitense (Quincy, n. 1978)
- Devin Oliver, cestista statunitense (Kalamazoo, n. 1992)
- Jimmy Oliver, ex cestista statunitense (Menifee, n. 1969)
- Marcus Oliver, ex cestista americo-verginiano (Saint Thomas, n. 1980)

## Chitarristi(1)
- Graham Oliver, chitarrista britannico (Mexborough, n. 1952)

## Comiche(1)
- Ingrid Oliver, comica e attrice britannica (Londra, n. 1977)

## Comici(1)
- John Oliver, comico e attore britannico (Birmingham, n. 1977)

## Compositori(2)
- Dale Oliver, compositore e musicista statunitense (n. 1970)
- King Oliver, compositore e direttore d'orchestra statunitense (Dryades Street, New Orleans, n. 1885 - Savannah, † 1938)

## Cuochi(1)
- Jamie Oliver, cuoco, conduttore televisivo e scrittore britannico (Clavering, n. 1975)

## Doppiatrici(2)
- Denise Oliver, doppiatrice canadese (Toronto, n. 1979)
- Nicole Oliver, doppiatrice canadese (Ottawa, n. 1970)

## Giocatori di football americano(5)
- Branden Oliver, ex giocatore di football americano statunitense (Miami, n. 1991)
- Ed Oliver, giocatore di football americano statunitense (Houston, n. 1997)
- Isaiah Oliver, giocatore di football americano statunitense (Phoenix, n. 1996)
- Josh Oliver, giocatore di football americano statunitense (Paso Robles, n. 1997)
- Muhammad Oliver, ex giocatore di football americano statunitense (Brooklyn, n. 1969)

## Golfisti(1)
- George Oliver, golfista statunitense (n. 1883 - Tampa, † 1965)

## Medici(1)
- William Oliver, medico e filantropo britannico (Ludgvan, n. 1695 - Bath, † 1764)

## Ostacolisti(1)
- David Oliver, ex ostacolista statunitense (Orlando, n. 1982)

## Piloti automobilistici(1)
- Jackie Oliver, ex pilota automobilistico britannico (Romford, n. 1942)

## Piloti motociclistici(1)
- Eric Oliver, pilota motociclistico britannico (Stratford-upon-Avon, n. 1911 - † 1980)

## Pittori(1)
- Isaac Oliver, pittore, disegnatore e miniaturista inglese (Rouen, n. 1565 - Londra, † 1617)

## Poetesse(1)
- Mary Oliver, poetessa statunitense (Maple Heights, n. 1935 - Hobe Sound, † 2019)

## Pugili(1)
- Jimmy Slade, pugile statunitense (Norfolk, n. 1926 - New York, † 1996)

## Rugbisti a 15(1)
- Anton Oliver, ex rugbista a 15 neozelandese (Invercargill, n. 1975)

## Sceneggiatrici(1)
- Nancy Oliver, sceneggiatrice e commediografa statunitense (Framingham, n. 1955)

## Scenografi(1)
- Harry Oliver, scenografo, comico e artista statunitense (Hastings, n. 1888 - Los Angeles, † 1973)

## Scrittori(2)
- Chad Oliver, scrittore statunitense (Cincinnati, n. 1928 - Austin, † 1993)
- Ron Oliver, scrittore, regista e produttore televisivo canadese

## Scrittrici(2)
- Lauren Oliver, scrittrice statunitense (Contea di Westchester, n. 1982)
- María Rosa Oliver, scrittrice e attivista argentina (Buenos Aires, n. 1898 - Buenos Aires, † 1977)

## Tennisti(1)
- Graydon Oliver, ex tennista statunitense (Miami, n. 1978)

## Velociste(1)
- Javianne Oliver, velocista statunitense (Monroe, n. 1994)

## Velocisti(1)
- Carl Oliver, ex velocista bahamense (Andros, n. 1969)